# 華鈺
華鈺（16世紀—17世紀），字德夫，號省衷，直隶鎮江府丹徒县匠籍，明朝政治人物。同进士出身。

## 生平
七月初八日生，治诗经。萬曆十年（1582年）壬午科應天鄉試第七名舉人，萬曆二十三年（1595年）乙未科會試第十五名，廷試三甲第二百三名进士，户部觀政，八月授湖广荆州府推官。任职期间，斩杀当地恶霸刘襄，又抵制税使陈奉，萬曆二十七年被罗织罪名下狱。在狱中五年，万历三十二年甲辰年（1604年）遇赦获释，返回家乡丹徒。两年后去世，时年仅四十八岁。
天啓壬戌年（1622年），因应都御史邹元标奏议，朝廷下诏追赠华钰为尚宝司少卿，并录用其子华宗淶进入太学读书。当地郡学将华钰列入乡贤祠祭祀，荆州百姓还为他与冯应京建造合祀的冯华二公祠。。

## 事迹
荆州一带恶霸刘襄仗势欺压百姓，华钰上任推官后，立即将其捉拿并处死，深得当地百姓拥戴。
宦官陈奉前往荆州征税，导致民众愤怒不安。陈奉经常欺凌地方官员，一次放纵家奴骑马经过太守府前。太守见状不敢制止，但华钰当即捉住家奴，并在市场上当众惩罚。此举再次赢得荆州百姓的赞誉。后来，石首县知县一职空缺，御史命华钰代理知县事务。此时，陈奉来到沙市准备开征重税，民众更加愤怒，甚至有人表示愿意手刃陈奉。陈奉因此心生恐惧，同时怀疑这是华钰指使，心怀怨恨。于是，陈奉离开沙市，前往黄州征税。黄州团风一带的民众也同样不满，陈奉更加笃定此事与华钰有关。当时，湘王府曾因华钰处死刘襄而对其心生忌恨，暗中支持陈奉。于是，陈奉向御史曹楷等人递交奏疏，指控华钰及荆州经历车任重等人阻挠国家税收，且华钰为主谋。朝廷随即下令逮捕华钰，并将其带至京城受杖刑。降知府李商耕、赵文焕、知州高则巽各一级。在受杖刑时，华钰呼喊太祖、太宗，坚守气节。第二天再次受刑时，华钰的肌肉已被打尽，骨头外露，但他依然屹立不动。随后，他被关押进镇抚狱。
此时，湖广佥事冯应京因同样与陈奉发生冲突而入狱。华钰在狱中与冯应京讨论“静坐穷理”之学。尽管牢房污秽潮湿，雨水没膝，二人仍坚持讲学不辍。

## 家族
曾祖華貴。祖華閔，乡飲賓。父華衣，贡生。母曹氏。永感下。弟铨、镐、铉。娶周氏。子宗涞、宗洙。

## 延伸阅读
[在维基数据编辑]
 《明史卷二百三十七》，出自《明史》